# Imelovke
Imelovke (lat. Viscaceae), porodica biljaka, dio reda Santalolike. Sastoji se od 577 vrsta unutar 7 rodova. Tipični rod je Viscum sa Nove Kaledonije.
Porodica je opisana 1802.

## Opis
Viscaceae je jedna od porodica cvjetnica iz reda santalolike (Santalales), uključujući oko 7 rodova i više od 570 vrsta poluparazitskih grmova. Ova se porodica ponekad smatra potporodicom porodice santalovki (Santalaceae).
Pripadnici Viscaceae prvenstveno su rasprostranjeni u tropima i paraziti su na granama mnogih vrsta drveća. Listovi su obično pričvršćeni u paru, jedan list nasuprot drugom na grani; imaju paralelne vene. Mnoge vrste imaju ljuskasto lišće. Jednospolni cvjetovi su sitni, a plod je bobica s jednim sjemenom, a sjeme je prekriveno ljepljivom tvari. “Europska imela” (Viscum album) i “sjevernoamerička hrastova imela” (Phoradendron) i “patuljasta imela” (Arceuthobium) dobro su poznati članovi porodice.

## Rodovi
1. Familia Viscaceae Batsch (577 spp.)
  1. Korthalsella Tiegh. (30 spp.)
  2. Arceuthobium M. Bieb. (29 spp.)
  3. Viscum L. (111 spp.)
  4. Notothixos Oliv. (8 spp.)
  5. Ginalloa Korth. (9 spp.)
  6. Phoradendron Nutt. (263 spp.)
  7. Dendrophthora Eichler (127 spp.)

## Vanjske poveznice
|  | Zajednički poslužitelj ima još gradiva o temi Viscaceae |
|  | Wikivrste imaju podatke o taksonu Viscaceae             |